# Església Romanesa Unida a Roma
L'Església Romanesa Unida a Roma, o Església grecocatòlica de Romania, és una església catòlica oriental, de ritu bizantí. L'Església Romanesa Unida a Roma ha tingut un paper important en el desenvolupament de la cultura romanesa moderna. Tradicionalment s'ha considerat una de les dues esglésies cristianes romaneses juntament amb l'Església Ortodoxa Romanesa.

## Història
L'Església Romanesa Unida a Roma es va formar com a resultat de la unió de la Seu Metropolitana ortodoxa de l'Ardeal (Transsilvània) amb l'Església Catòlica, arran del decret de l'emperador del Sacre Imperi Romanogermànic, Leopold I, l'any 1696 quan va decretar que el catolicisme, el luteranisme, el calvinisme i l'uniatisme eren confessions legals, mentre que l'ortodòxia rebia de la condició de religió tolerada a Transsilvània. Els jesuïtes van establir a la regió una Església uniata. L'any 1697 es va oferir al metropolità ortodox de Transsilvània alliberar-se respecte a l'obediència al superintendent calvinista a canvi d'acceptar la Unió amb Roma. Davant d'aquesta situació tot i que una bona part important dels fidels ortodoxs d'aquesta regió es van negar a acceptar la unió forçosa la gran majoria de cristians ortodoxs de Transsilvània van acceptar unió i van romandre dins de la nova Església creada.
L'abril de 1698 l'emperador Leopold I va emetre un diploma pel qual tots els clergues ortodoxs romanesos que es passessin a les quatre confessions legals rebrien totes les contraprestacions i privilegis que els clergues d'aquestes confessions gaudien. Al juny de 1698 el primat hongarès, el Cardenal Kollonitz va definir els quatre punts a observar per aconseguir la unió de les esglésies cristianes. Aquests eren el reconeixement del papa de Roma com a cap únic de la cristiandat, l'ús del pa àzim per la celebració de les eucaristia, el Filioque en el credo i acceptar la doctrina del purgatori.
L'octubre de 1698 uns trenta sacerdots ortodoxs de Transsilvània van signar un document on feien pública la seva intenció de fer-se membres de l'Església Romanesa Unida a Roma, tot i que desitjaven la voluntat de mantenir els costums romanesos. Al febrer de 1699 Leopold I va publicar el diploma oficial pel qual s'establia la nova Església a Transsilvània sense haver de pagar impostos per les propietats adquirides i importants exempcions fiscals pels clergues uniates. L'any 1701 aquests privilegis es van ampliar als fidels de la nova Església. Com que la unió tenia poca acceptació Kollonitz va cridar al metropolità Atanasi a Viena on va haver de comparèixer davant d'una comissió judicial. Se'l va obligar a signar un document on es comprometia a trencar qualsevol llaç amb el metropolità i el príncep de Valàquia, a obligar els seus fidels a convertir-se a l'uniatisme i a rebre com a conseller a un teòleg catòlic. El metropolità es va veure obligat a acceptar i tot seguit el Cardenal Kollonitz va repetir la seva consagració sacerdotal sub conditione, a més es va oferir als seglars que acceptessin la seva conversió a l'uniatisme les mateixes condicions favorables que gaudien els catòlics a la regió. La seu metropolitana ortodoxa d'Alba Iulia es va transformar en un bisbat uniat desapareixent de Transsilvània el títol de metropolità ortodox, situació que perdurà fins a l'any 1864. Amb la pèrdua de la seu metropolitana els romanesos de Transsilvània van protestar enèrgicament. Atanasi fou excomunicat pels patriarques de Constantinoble, de Jerusalem, i pel metropolità de Valàquia. Amb el traspàs d'Atanasi l'any 1713 i el nomenament de Joan Pataky, que ja s'havia passat al ritu llatí, com a bisbe uniat d'Alba Iulia es va consolidar la unió i es va traslladar la seu episcopal a Fagaras. L'organització oficial de l'Església Romanesa Unida a Roma es va promulgar l'any 6 de juliol de 1716 mitjançant el decret del Papa de Roma Climent XI Indulgendum esse.

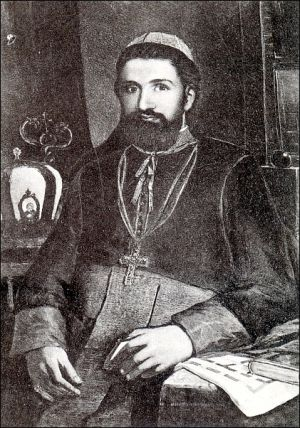
El bisbe Inocenti Micu

L'any 1727 amb el traspàs de Pataky es va reunir el sínode de l'Església uniata per elegir el nou bisbe, finalment es va triar a un estudiant de tercer de teologia, Inocenti Micu, que no es va traslladar a la seva seu fins a l'any 1732. Micu va ser un bisbe amb una actitud poc complaent envers Viena, ja que va defensar els seus sacerdots i fidels, demanant que es complissin les promeses de la cort de Viena, demanant inclòs el reconeixement de nació per a Transsilvània. L'any 1744 va reunir un sínode on amenaçava de trencar amb la unió si no es complien les promeses de l'emperador. Aquest sínode va estar format per sacerdots, seglars i inclòs membres de l'Església ortodoxa essent així més una reunió nacional que no pas religiosa ni uniata. Per aquest motiu va ser cridat a Viena on va haver de respondre a les imputacions fetes contra ell per una comissió judicial. Condemnat, va ser enviat a Roma on morí.
A Micu el va succeir Petru Pavel Aron que va fundar escoles a Blaj, i va afavorir el desenvolupament de la cultura romanesa a Transsilvània, contribuint al despertar de la consciència nacional romanesa als altres principats romanesos. Al llarg del seu mandat es va encetar una forta campanya contra l'Església uniata sobretot per part de monjos ortodoxes, fins a tal punt que el mateix bisbe va haver de fugir de la seu episcopal i refugiar-se a Sibiu. L'Església uniata va veure com el seu nombre de clergues disminuïa mentre que el nombre de clergues ortodoxos augmentava espectacularment (de 456 a 1380). Vista aquesta situació l'emperadriu Maria Teresa I d'Àustria va prendre la decisió de crear una milícia romanesa per defensar les fronteres de l'Imperi i així contenir el creixement de l'Església ortodoxa a Transsilvània, els milicians enrolats es lliuraven de tot vassallatge però s'havien de convertir en uniates. El nou bisbe uniata, Gregori Maior va defensar fermament aquesta mesura, uns anys després en el seu informe enviat a l'emperador Josep II recollia que la mesura havia fet efecte, ja que l'Església ortodoxa havia perdut unes 746 esglésies i uns 57.000 fidels. L'informe arribà tard a Viena, ja que abans que l'emperador el pogués llegir, aquest ja havia signat l'edicte de tolerància amb el que qualsevol Església que comptés amb més de cent famílies com a fidels podria construir-ne les seves esglésies, hospitals i escoles. L'any següent es va permetre la separació de l'Església uniata, fet que va afavorir que molts romanesos tornessin a l'ortodòxia. Les reformes portades a terme per Josep II es van mantenir fins al traspàs d'aquest l'any 1790.

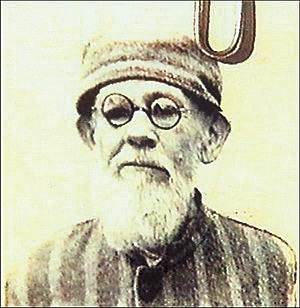
El bisbe uniat Ion Balan empresonat pels comunistes romanesos

L'Església uniata romanesa va rebre al llarg del papa Pius IX l'any 1853 la consagració i del bisbe Alexandru Şterca Şuluţiu com a metropolità. Però uns anys després es va veure traïda pel govern hongarès, ja que aquest va pactar amb la Santa Seu de Roma la seva incorporació a l'Església catòlica llatina d'Hongria. En el Concili Vaticà I el metropolità uniata i els seus delegats varen plantejar el problema de demanar el manteniment del seu ritu oriental.
Transsilvània va romandre sota control austrohongarès fins a l'any 1919 i segons els Tractats de Trianon (1920) va passar a integra-se dins de Romania i amb això l'Església Romanesa Unida a Roma va integrar-se dins d'aquest Estat. La situació de l'Església Unida va mantenir-se, ja que l'Església va poder desenvolupar la seva activitat sense cap mena de problema. Segons dades de l'any 1930 pel que fa a la presència de les dues principals confessions cristianes a Transsilvània la població del principat era de majoria grecocatòlica (31,1% de la població), i els ortodoxos representaven un (27,8% de la població). A Crişana-Maramureş el 36,8% de la població es va declarar ortodoxa i el 25,2% grecocatòlica, al Banat el 56,1% de la població era ortodoxa i el 3,6% de confessió grecocatòlica.
Amb la instauració de la República Popular de Romania i l'adveniment del comunisme (1947), l'Església Unida a Roma va ser prohibida mitjançant decret de febrer de 1949. L'Església Unida fou incorporada a l'Església ortodoxa romanesa. Els prop de milió i mig d'uniates de Romania van ser declarats oficialment pel govern comunista creients ortodoxos. Els monestirs i seminaris uniates foren clausurats, les esglésies dels uniats van passar a mans de clergues ortodoxos. Els sis bisbes uniates van ser detinguts, quatre d'ells morien a la presó i els altres fins a l'any 1960 van romandre empresonats. Així cessava l'activitat de l'Església Romanesa Unida a Roma, aquesta no va tornar a exercir les seves activitats oficialment fins a la caiguda del comunisme al desembre de 1989.
Amb la desaparició del comunisme la situació es va normalitzar, l'Església Romanesa Unida amb Roma va ser reconeguda de nou i el seu metropolità, Alexandru Todea va ser reconegut oficialment, havia estat nomenat metropolità pel Consell Episcopal Catòlic l'any 1986 a Roma. L'any 1991 va rebre la dignitat de Cardenal i tres anys més tard va renunciar a les seves responsabilitats, ja que estava malalt. Aleshores va ser nomenat Lucian Mureşan com a metropolità de l'Església uniata romanesa, que l'any 2005 va rebre la consideració d'Arquebisbe Major de l'Església Unida de Romania.

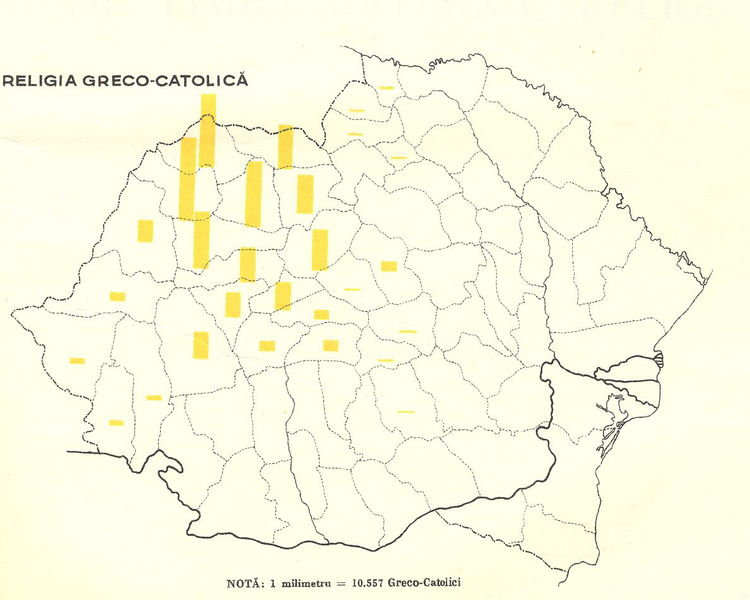
Presència grecocatòlica segons el cens de 1930

## Presència i Organització

### Presència

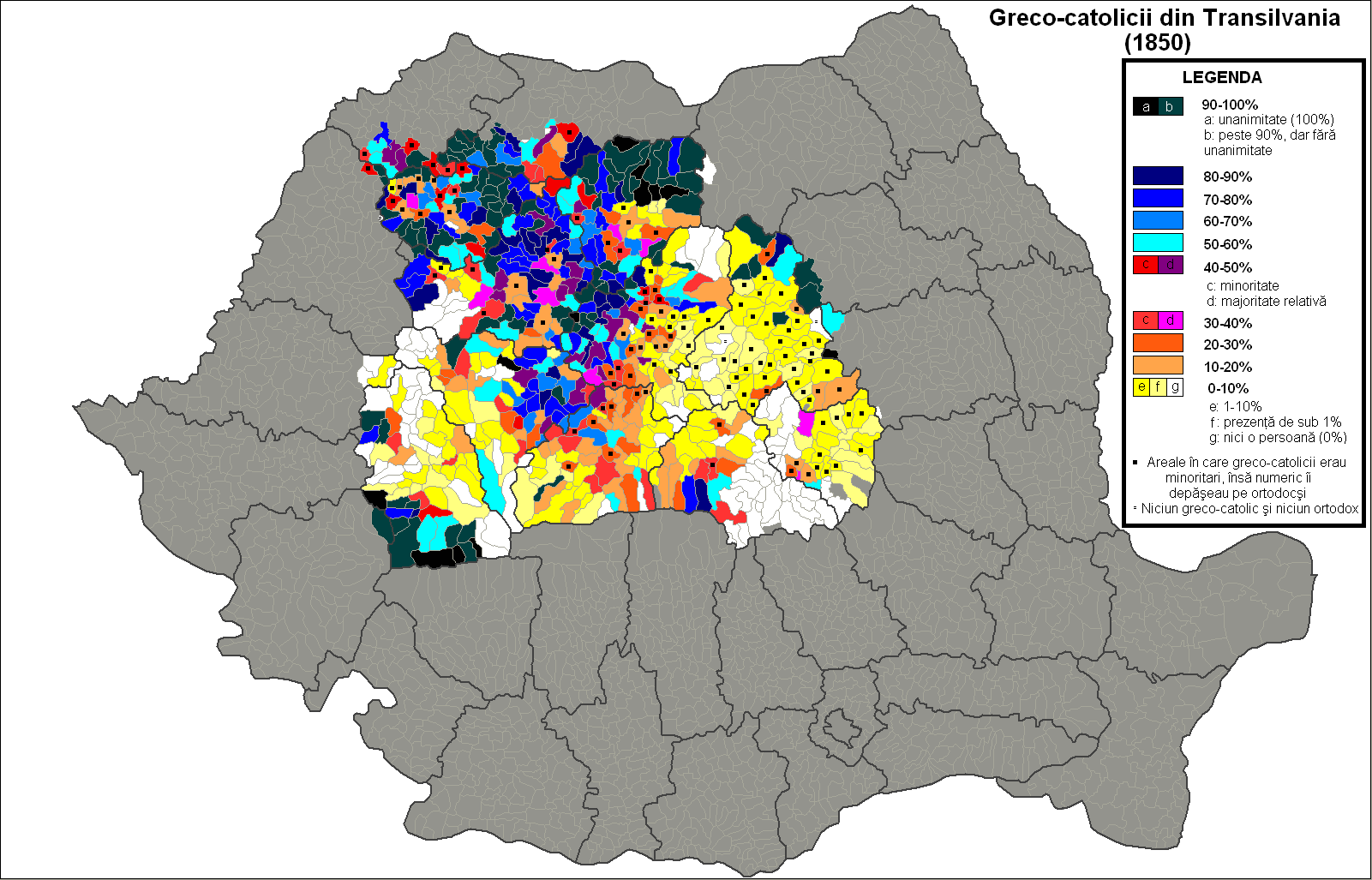
Grecocatòlics a Transsilvània (cens de 1850)

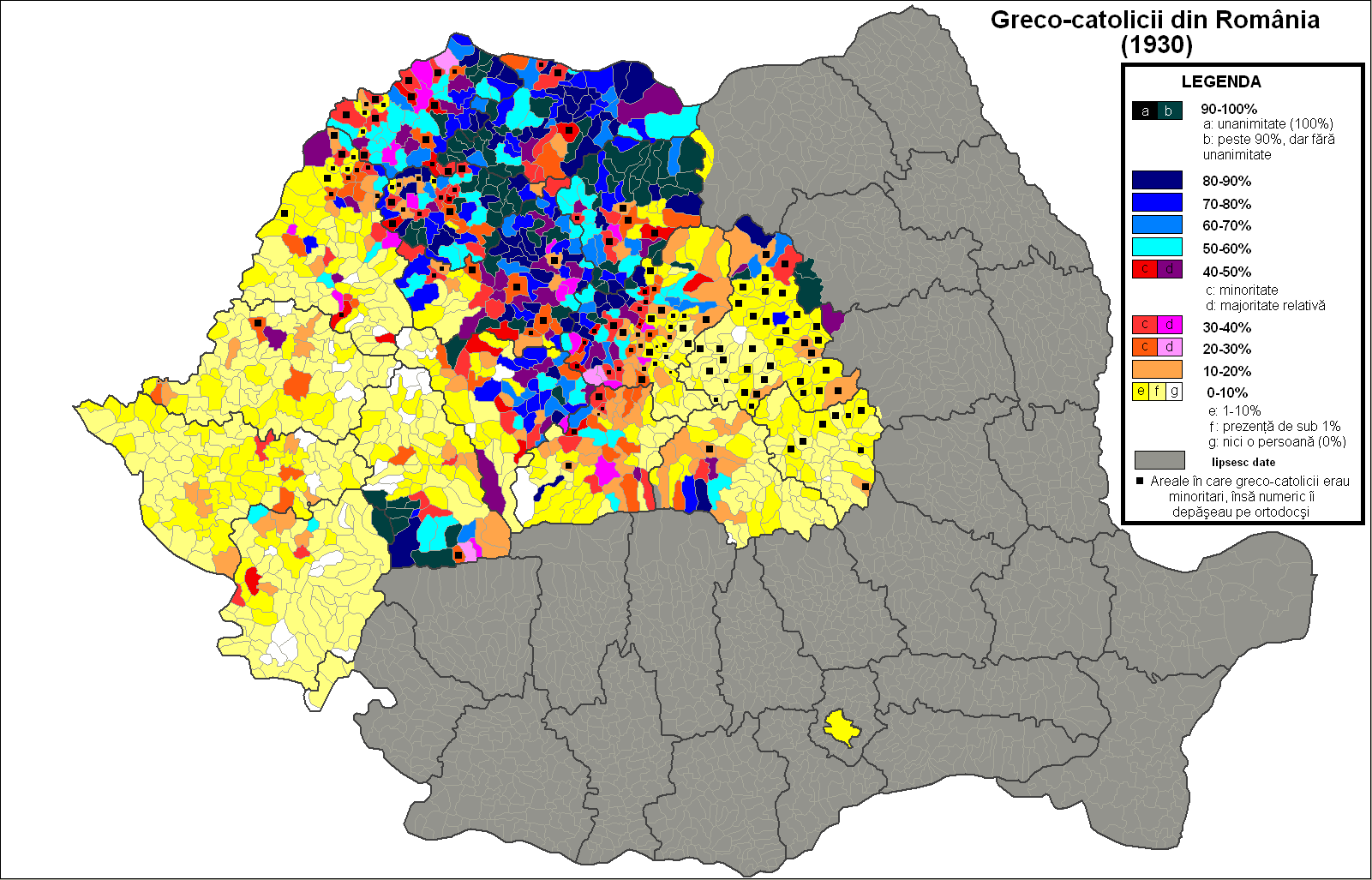
Grecocatòlics a Romania (cens de 1930)

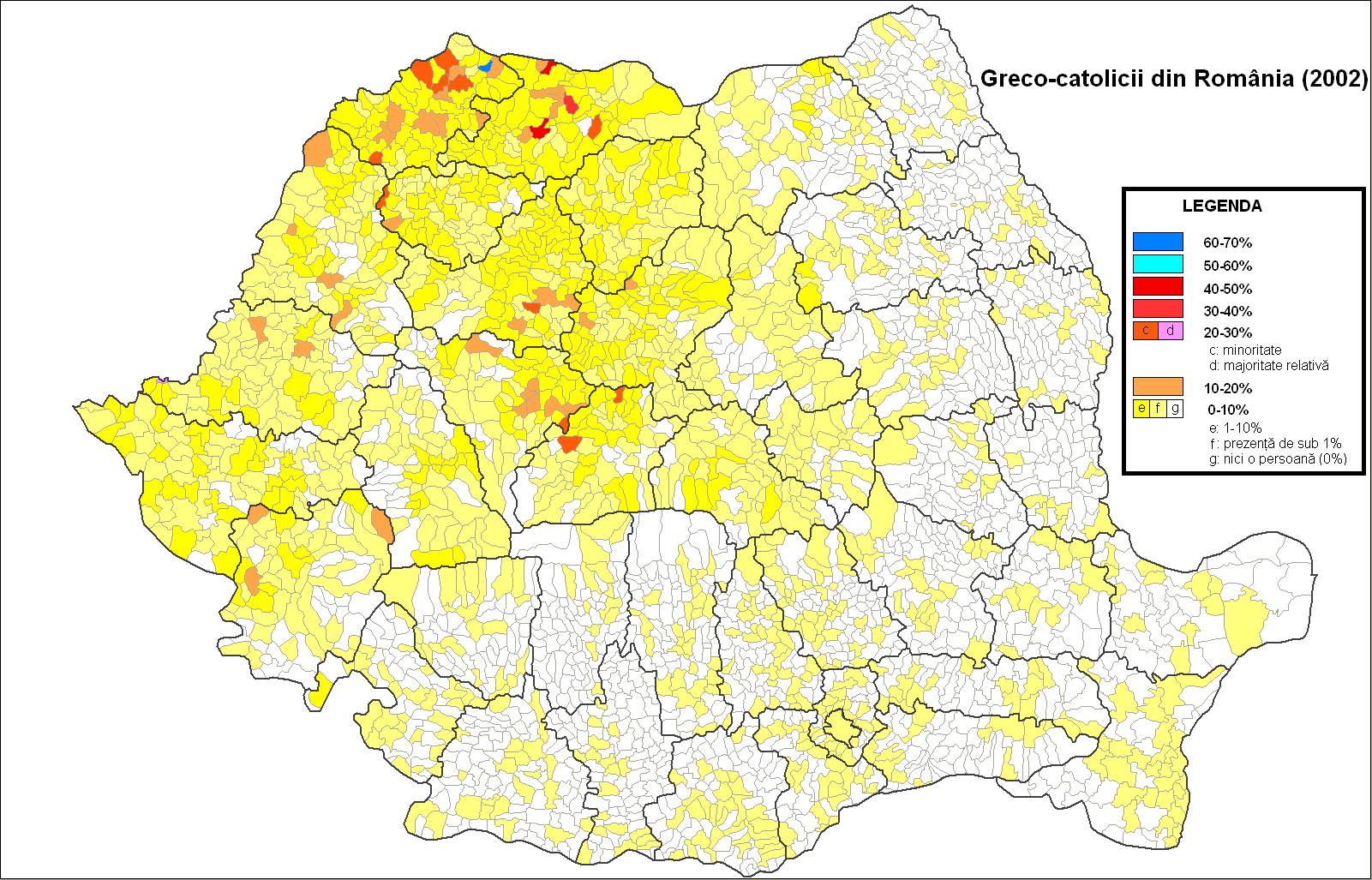
Grecocatòlics a Romania (cens de 2002)

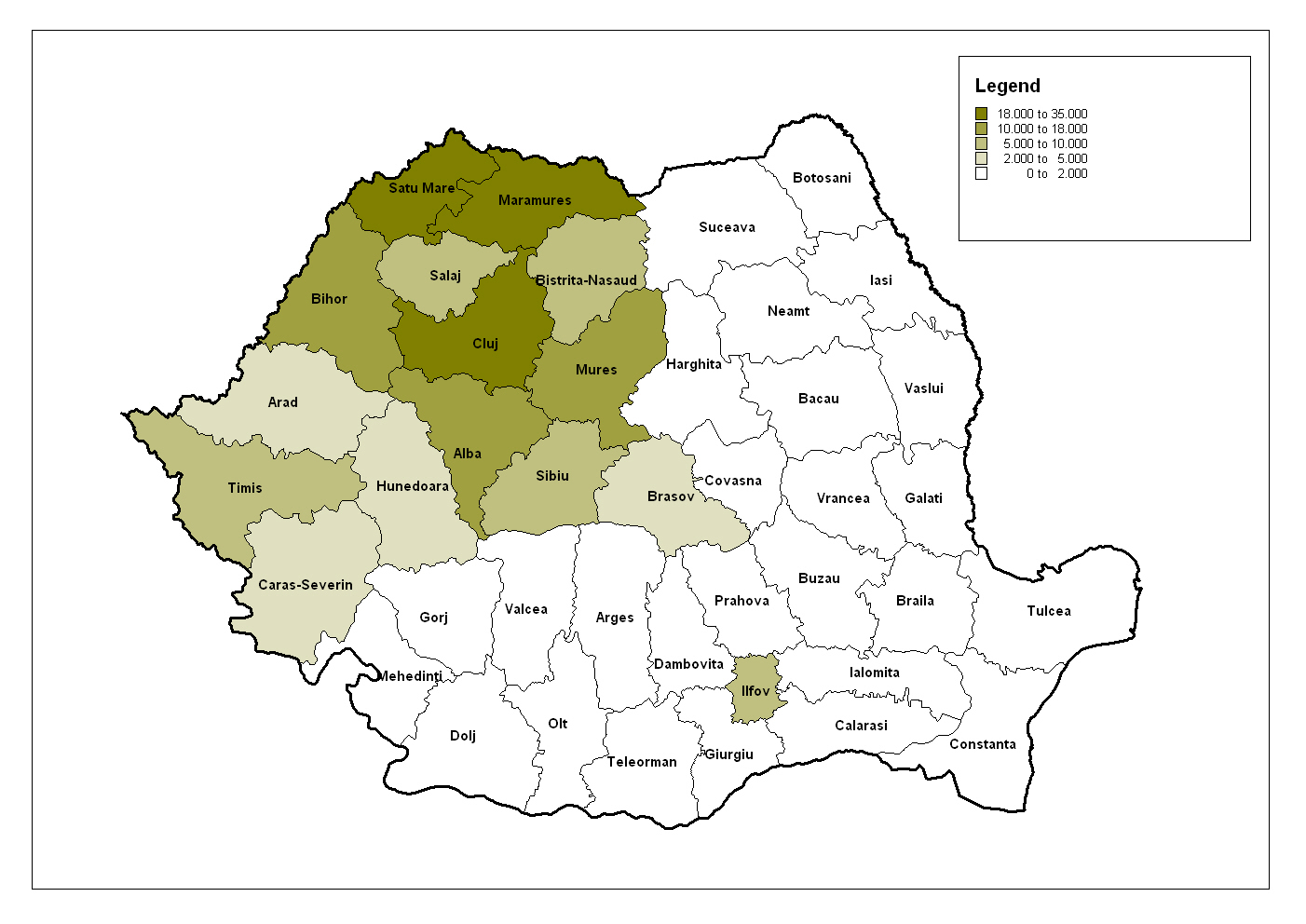
Presència de grecocatòlics, segons el cens del 2002 census

Segons l'edició de l'any 2005 d'Anuari Pontifici, a principis de 2003, l'Església Romanesa Unida a Roma té 737.900 fidels, 716 sacerdots i 347 de seminaristes. Però conforme a les dades de l'any 2002 publicades per estudis efectuats per l'Estat romanès reflectia que hi havia uns 191.556 fidels a la confessió grecocatòlica, dels quals 160.896 de la majoria romanesa, 19.645 de la minoria hongaresa, 6.148 de la minoria gitana, 1.721 de la minoria ucraïnesa i 1.542 de la minoria germana. Aquests resultats no van ser reconeguts per l'Església Romanesa Unida a Roma, ja que acusava que els clergues ortodoxes i les autoritats romaneses van fer pressions als fidels perquè no es declaressin grecocatòlics.
De forma independent a l'Església Romanesa Unida a Roma existeixen cinc diòcesis a Romania de l'Església Catòlica que són de ritu llatí. La confessió romano-catòlica compta amb 1.026.429 fidels (segons dades de l'any 2002) a Romania.

### Organització territorial
Actualment l'Església Romanesa Unida a Roma s'organitza segons estableix el Codi canònic de les esglésies orientals, motiu pel qual el cap de l'Església Unida és l'arquebisbe major. La capital de l'Església Unida es troba a Blaj, seu també de l'església arquebisbal major. L'arquebisbat major està format per:
- Arquebisbat d'Alba-Iulia i Făgăraş
- Diòcesi d'Oradea
- Diòcesi de Cluj-Gherla
- Diòcesi de Lugoj
- Diòcesi Maramureş (amb seu al municipi de Baia Mare).

L'arquebisbe major de l'Església Romanesa Unida a Roma és també a la mateixa vegada l'arquebisbe d'Alba Iulia şi Făgăraş. S'espera que en un futur l'arquebisbe major esdevingui en metropolità i l'arquebisbat major en seu metropolitana, tal com he expressat en aquest sentit el Sínode episcopal de l'Església Unida (amb seu a Blaj). Tot i això des d'un punt de vista canònic el titular de l'arquebisbat major de l'Església Romanesa Unida a Roma exerceix funcions de metropolità.
L'Església Romanesa Unida a Roma també té una diòcesi als Estats Units, que té la seu a l'església de Sant Jordi de Canton, Ohio), però que depèn directament de la Santa Seu.

## Personalitats romaneses que han estat membres de l'Església Unida
- A
  - Ion Agârbiceanu
- B
  - George Bariţ
  - Ioan Bălan
  - Simion Bărnuţiu
  - Ioan Bob
  - Iosif Boda
  - Alexandru Borza
  - Tiberiu Brediceanu
  - Ion Budai-Deleanu
  - Augustin Bunea
- C
  - Timotei Cipariu
  - Corneliu Coposu
  - Doina Cornea
  - George Coşbuc
- D
  - Nicolae Densuşianu
  - Iosif Constantin Drăgan
- H
  - Iuliu Haţieganu
  - Emil Hossu
  - Iuliu Hossu
  - Iulia Hossu Longin
- L
  - Vasile Lucaciu
- M
  - Liviu Maior
  - Petru Maior
  - Iuliu Maniu
  - Inocenţiu Micu-Klein
  - Samuil Micu
  - Vasile Moldovan
  - Andrei Mureşanu
- N
  - Emil Negruţiu
- P
  - Alexandru Papiu-Ilarian
- R
  - Ioan Raţiu
  - Ion Raţiu
  - Liviu Rebreanu
  - Radu Anton Roman
- Ş
  - Gheorghe Şincai
- T
  - Alexandru Todea
  - Sigismund Toduţă
- U
  - David Urs
- V
  - Samuil Vulcan